# Beggars Banquet
Beggars Banquet  er en LP udgivet I 1968 af The Rolling Stones. Den markerede, at gruppen var vendt tilbage til dens  R’n’B rødder ved generelt at være mere enkel og primitiv end det iøjefaldende psykedeliske album Their Satanic Majesties Request. 

## Historie
Efter den lange indspilning til det tidligere album i 1967 besluttede Mick Jagger og Keith Richards, at bandet havde brug for en ny retning i studiet, og tidligt i 1968 blev Jimmy Miller ansat. Han havde før produceret for Spencer Davis Group og Traffic. Samarbejdet skulle vise sig at blive en succes, og Miller arbejdede sammen med bandet indtil 1973. 
I marts begyndte bandet at indspille deres nye album, og de stilede efter en udgivelse i juli. En af de første færdige numre var Jumpin' Jack Flash, som blev udgivet som single i maj, og blev et stort hit. 
Beggars Banquet blev Brian Jones hele sidste præstation sammen med The Rolling Stones. Ud over at han spillede slide guitar på "No Expectations" spillede han mundharmonika på "Parachute Woman", "Dear Doctor" og "Prodigal Son", sitar og tambura på "Street Fighting Man", mellotron på både "Jigsaw Puzzle" og "Stray Cat Blues" og sang sammen med resten af bandet kor på "Sympathy for the Devil". Hans bidrag til det næste album Let It Bleed blev minimal.
I juni var indspilningerne næsten færdige i England og manglede kun nogle småting, som skulle laves i Los Angeles i juli.
Imidlertid afviste både Decca Records og London Records planerne pga. albummets cover – et graffiti-dækket toilet – og bandet tilbageholdt albummet. I november gav The Rolling Stones tilladelse til at albummet blev udgivet i december med en kort invitation som cover. 
Ideen til det enkle cover kom fra The Beatles album The White Album, der var blevet udgivet en måned før Beggars Banquet. I 1984 udkom det originale cover dog sammen med albummet.
Kritikerne betragtede dette som en tur tilbage til begyndelsen. Det var en succes både i England, hvor den fik en 3. plads og i USA, hvor den kom på 5. plads. 
Den 10. november og den 11. november 1968 promoverede bandet 'Beggars Banquet ved et tv show Rock and Roll Circus, hvor blandt andre John Lennon, Eric Clapton, The Who og Jethro Tull optrådte som musikalske gæster. Dog blev projektet ikke udsendt på tv og ikke udgivet før i 1994.

## Spor
- Alle sangene er skrevet af Mick Jagger and Keith Richards , hvor andet ikke er påført.

1. "Sympathy for the Devil" – 6:27 
  -  Keith Richards på bas, Mick Jagger, Keith Richards, Brian Jones, Bill Wyman, Marianne Faithfull, Anita Pallenberg and Jimmy Miller som kor, Rocky Dijon, Bill Wyman and Charlie Watts på perkussion, Keith Richards spiller guitar solo.
2. "No Expectations" – 4:02 
  - Brian Jones på slide guitar, Nicky Hopkins på klaver.
3. "Dear Doctor" – 3:26 
  - Brian Jones på mundharmonika
4. "Parachute Woman" – 2:23 
  - Brian Jones første mundharmonika solo, Mick Jagger anden mundharmonika solo.
5. "Jigsaw Puzzle" – 6:17 
  -  Nicky Hopkins på klaver, Keith Richards på slide guitar, Brian Jones Mellotron, Bill Wyman på bas.
6. "Street Fighting Man" – 3:18 
  -  Dave Mason på shehani, Keith Richards på bas, Brian Jones på sitar og tambura.
7. "Prodigal Song" (Rev. Robert Wilkins) – 2:55 
  -  Brian Jones på mundharmonika.
8. "Stray Cat Blues" – 4:40 
  -  Brian Jones på Mellotron
9. "Factory Girl" – 2:12 
  - Rik Grech på violin, Brian Jones and Dave Mason på Mellotron.
10. "Salt of the Earth" – 4:51 
  -  Første vers synges af Keith Richards, Brian Jones spiller slide guitar.

## Musikere
- Mick Jagger – Sang, Kor, Mundharmonika
- Keith Richards – Akustisk og Elektriske guitar, Bas, Sang, Kor
- Brian Jones – Akustisk slide guitar, Sitar, Tamboura, Mellotron, Mundharmonika
- Charlie Watts – Trommer, Percussion
- Bill Wyman – Bas, Kor, Percussion, maracas
- Rocky Dijon – Congas (trommer)
- Rik Grech – Violin
- Nicky Hopkins – Klaver
- Dave Mason – Mellotron, Shehani
- Jimmy Miller – Kor
- Marianne Faithfull – Kor
- Anita Pallenberg – Kor
- Watts Street Gospel Choir – Kor